# Bacil·làcies
Bacillaceae és una família de bacteris gram positius que es caracteritzen per la seva forma de bastó i per produir endòspores. En aquesta família hi ha espècies útils, com les que s'empren en l'enriuada del lli i també espècies que són patògens per a l'home i els animals, com la que ocasiona l'àntrax. Tenen flagel·lació peritrica en cas de presentar motilitat.
Totes les Bacillaceae presenten el mateix tipus de vida. En la naturalesa, sobretot a terra, hi ha una gran reserva d'espores en estat de latència. Si per la presència d'aliment adequat s'indueix la germinació d'una espora, pot sobrevenir una ràpida multiplicació fins que s'esgota l'aliment, llavors poden formar-se de nou espores que passen a incrementar la reserva natural. Aquesta breu fase de multiplicació es verifica en les restes dels animals i vegetals, en els aliments i en els teixits animals com passa en les espècies patògenes.
Inclou tant aerobis com anaerobis, com anaerobis facultatius.
Alguns gèneres presenten toxicitat per a l'home, com Bacillus.